# Pont-à-Mousson
Pont-à-Mousson (in tedesco Brücke bei Mousson o Moselbrück) è un comune francese di 14 794 abitanti situato nel dipartimento della Meurthe e Mosella nella regione del Grande Est. Gli abitanti sono detti Mussipontains.

## Storia
All'inizio del X secolo, la zona apparteneva ai signori di Mousson, che furono anche Sovrani di Bar. Questi fecero costruire un ponte sulla Mosella ai piedi della collina di Mousson, e quel luogo di passaggio, uno dei pochi tra Nancy e Metz, vide svilupparsi una città.
Nel 1353, l'imperatore Carlo IV di Lussemburgo costituì la città in marchesato, a favore di Roberto I di Bar. Pont-à-Mousson fu in seguito ceduta a vari principi: prima della casata di Bar, poi degli Angiò (che la ereditarono da quelli di Bar nel 1430) e della dinastia dei Lorena (che la ereditarono nel 1480). In questa data, Pont-à-Mousson fu riunita al Ducato di Lorena, anche se il titolo di marchese di Pont-à-Mousson fu talvolta ancora concesso al figlio maggiore del duca di Lorena.
Nel 1572 a Pont-à-Mousson fu fondata la Prima Università della Lorena.

## Monumenti e luoghi d'interesse
- Place Duroc, la centrale piazza intitolata al concittadino Géraud Duroc, di vaste proporzioni, è tutta cinta di palazzetti porticati cinque-settecenteschi, fra cui emergono il Municipio, del 1788, dai ricchi interni, e la pregevole Casa dei Sette Peccati Capitali, del XVI secolo.
- Casa dei Sette Peccati Capitali. Sorge sulla grande piazza Duroc, È un elegante costruzione rinascimentale su un portico di belle arcate ribassate fra lesene ioniche scanalate. Al piano superiore si aprono belle finestre crociate intercalate ora da lesene corinzie e ora da ricche paraste con le cariatidi dei Sette peccati capitali, che danno nome all'edificio stesso. Un cornicione marcapiano, scolpito a motivi vegetali e volute, separa il piano nobile dal mezzanino con eleganti bifore rinascimentali. All'angolo destro sporge una graziosa torretta ottagonale su pilastro.
- Abbazia Premostratense. Bel complesso barocco che costituisce un notevole esempio dell'architettura monastica del XVIII secolo.

- Parrocchiale di San Martino. Gotica del XV secolo dalla bella facciata a torri.
- Chiesa di San Lorenzo. Originaria del XV-XVI secolo e rimaneggiata nel '700, conserva notevoli opere d'arte come il quattrocentesco polittico della Vita di Cristo di scuola anversese; una statua cinquecentesca del Cristo Portacroce di Ligier Richier e una Pietà in pietra policroma del XVI secolo.
- Antica Università. Bell'edificio rinascimentale costruito nel primo XVII secolo per ospitare il prestigioso collegio universitario cittadino fondato nel 1572 dal cardinale Carlo di Lorena e che diventerà una delle più importanti dell'Europa centro-occidentale.

## Società

### Evoluzione demografica
Abitanti censiti

## Economia
- Siderurgia
- Metallurgia
- Costruzioni meccaniche
- Birra (solo recentemente: la famosa Bière des Prémontrés)

L'industria Saint-Gobain PAM (ex Pont-à-Mousson SA), che ha portato avanti l'attività della Saint-Gobain Canalisations, filiale della Saint-Gobain, fabbrica di tubature in ghisa che in Francia equipaggiano molte condutture, in particolare fognarie; è famosa per i suoi tombini, molto diffusi anche in Italia e che rappresentano, comunque, solo una piccola parte della sua produzione.

## Amministrazione
Dal 2001 il sindaco è Henry Lemoine.
La "comunità dei comuni dei Paesi di Pont-à-Mousson" raggruppa 10 comuni: Atton, Morville-sur-Seille, Mousson, Pont-à-Mousson, Port-sur-Seille, Blénod-lès-Pont-à-Mousson, Jezainville, Maidières, Montauville, Norroy-lès-Pont-à-Mousson.
Il cantone di Pont-à-Mousson è formato dai comuni di: Atton, Autreville-sur-Moselle, Belleville, Bezaumont, Bouxières-sous-Froidmont, Champey-sur-Moselle, Landremont, Lesménils, Loisy, Millery, Morville-sur-Seille, Mousson, Pont-à-Mousson, Port-sur-Seille, Sainte-Geneviève, Ville-au-Val e Vittonville.

### Stemma
Lo stemma del comune è di rosso al ponte a tre arcate d'argento fiancheggiato da due torri merlate coperte dello stesso, il tutto posto su delle onde di verde movente dalla punta e sormontato di uno scudetto d'azzurro seminato di crocette d'oro, caricato di due branzini addossati dello stesso attraversanti sul tutto e bordato sempre d'oro.
Il ponte fa riferimento a quello sulla Moselle, che ha dato il suo nome alla città e che è all'origine del suo sviluppo. Lo scudetto è quello dei conti di Bar, che furono anche signori di Mousson (poi marchesi di Pont-à-Mousson); il branzino (che in francese si chiama bar) è un simbolo dei conti di Bar.